# Masdevallia attenuata
Masdevallia attenuata es una especie de orquídea epífita originaria de Ecuador a Perú.

## Descripción
Es una orquídea de pequeño tamaño que prefiere el clima cálido al frío, es de hábitos epífitas, con un tallo corto, erecto y delgado,  envuelto basalmente por 2-3 vainas tubulares, delgadas y estrechas, que lleva una sola hoja apical, elíptico- oblonga , peciolada que se estrecha gradualmente a continuación la base. Florece en un inflorescencia erecta con una flor, esta es generalmente más corta que las hojas, las flores son de larga duración, en forma de campana que se producen en el final del invierno y principios de la primavera . Esta especie es similar a Masdevallia laucheana pero se produce en elevaciones más bajas, tiene más corta la inflorescencia y las flores son más pequeñas con líneas nítidas en los sépalos.

## Distribución y hábitat
Es originaria de Costa Rica, Panamá y Ecuador en los bosques nubosos a una altitud de 700 a 2400   metros

## Sinonimia
- Acinopetala attenuata (Rchb.f.) Luer, Monogr. Syst. Bot. Missouri Bot. Gard. 105: 3 (2006).
- Masdevallia fonsecae Königer, Arcula 2: 35 (1994).[1][2]